# Adeline Vescan
Adeline Vescan (ur. 23 lutego 1991) – francuska zapaśniczka walcząca w stylu wolnym. Ósma na mistrzostwach świata w 2011. Piąta na mistrzostwach Europy w 2011. Złota medalistka mistrzostw śródziemnomorskich w 2010 i srebrna w 2012. Ósma w Pucharze Świata w 2011. Mistrzyni Francji w 2011 i druga w 2009 i 2010 roku.